# Paradoxa dels bessons

Diagrama espaitemps que mostra al bessó allunyar-se (primer tram línia negra) i tornar a la Terra. En aquest diagrama la posició de la Terra en cada instant es mou al llarg de l'eix vertical. La distància entre l'última línia blava i la primera vermella representa no envellit el temps guanyat pel viatger.

En física, la paradoxa dels bessons és un experiment mental a relativitat especial en el qual un bessó fa un viatge a l'espai en un coet d'alta velocitat i torna a casa per descobrir que ha envellit menys que el seu bessó idèntic que s'havia quedat a la Terra. També rep el nom de paradoxa del rellotge o paradoxa del viatger de Langevin.
Aquest resultat sembla sorprenent, ja que cada bessó veu l'altre bessó com a viatger, per la qual cosa, segons una aplicació ingènua de la dilatació del temps cadascú paradoxalment hauria de trobar que l'altre ha envellit més lentament. En definitiva, aquest experiment analitza la diferent percepció del temps entre dos observadors amb diferents estats de moviment.
Aquesta paradoxa va ser proposada per Einstein quan va desenvolupar el que avui es coneix com la teoria de la relativitat especial. Aquesta teoria postula que la mesura del temps no és absoluta i que, donats dos observadors, el temps mesurat entre dos esdeveniments per aquests observadors, en general, no coincideix, sinó que la diferent mesura de temps depèn de l'estat de moviment relatiu entre ells. Així, en la teoria de la relativitat, les mesures de temps i espai són relatives, i no absolutes, car depenen de l'estat de moviment de l'observador. En aquest context és en el qual es planteja la paradoxa.